# Friedrich von Spiegel
Pour les articles homonymes, voir Spiegel.
 (septembre 2024).
Friedrich (von) Spiegel, né le 11 juillet 1820 à Kitzingen et mort le 15 décembre 1905 à Munich, est un orientaliste et iranologue allemand. Il a été membre-correspondant des académies de Munich (1848, membre à part entière en 1891), de Berlin, de Saint-Pétersbourg et de l'institut de France.

## Biographie
Il naît à Kitzingen et termine ses études secondaires à Ansbach. Il entre en 1839 à l'université d'Erlangen pour suivre des études de théologie, mais bientôt il s'oriente, après avoir connu le poète et orientaliste Friedrich Rückert (1788-1866), vers l'étude de la littérature persane en particulier et les études orientales en général. Il poursuit ses études à l'université de Leipzig auprès de Fleischer et de Brockhaus, puis à l'université de Bonn auprès de Lassen et Gildemeister (de). Grâce à ce dernier, il apprend le pali. Utilisant une copie d'un manuscrit conservé à Paris, faite par Lassen, le futur orientaliste publie en 1841 le texte original du Kammavâkya, un compendium sur l'ordination des moines bouddhistes, et sa traduction en latin des cinq premiers chapitres de ce texte. Grâce à cela, il peut terminer en novembre 1842 ses études à l'université d'Iéna. Spiegel passe les années suivantes à fréquenter les bibliothèques orientalistes de Paris, Copenhague, Londres et Oxford. De 1849 à 1890, il est professeur de langues orientales à l'université d'Erlangen.
La publication du Kammavatcha et de Anecdota Palica (1845), sont le résultat des études de Spiegel dans le domaine de la langue pali, et ce travail ouvre des perspectives pour l'étude du bouddhisme d'Asie du Sud et d'Asie du Sud-Est. Bientôt Spiegel se tourne vers l'étude du zoroastrisme et de l'Avesta. C'est ainsi qu'en 1851 il commence à publier en série une étude critique en deux tomes des textes avestiques avec leur traduction en pahlavi (1853-1858), puis leur traduction en trois tomes en allemand (1852-1863), à laquelle il ajoute des commentaires (1865-1869). Spiegel fait paraître nombre de travaux ayant trait à la langue persane, comme des grammaires du vieux-persan et de l'avestique. Suivent une série de publications sur la linguistique et l'archéologie, comme Die altpersischen Keilinschriften (1862), Erân (1863), Erânische Altertumskunde (1871-1878), Vergleichende Grammatik der alterânischen Sprachen (1882), ou encore Die arische Periode und ihre Zustände (1887).
Spiegel transmet sa passion pour l'Avesta et pour le canon pali à ses étudiants. L'un des plus remarquables est le futur professeur Wilhelm Geiger (1856-1943). Spiegel est anobli par le roi de Bavière en 1880.

## Publications
- Kammavâkya. Liber de officiis sacerdotum buddhicorum (Bonn, 1841)
- Anecdota palica (Leipzig, 1845)
- Kommentar über das Avesta (Leipzig, 1865-1869, 2 vols.)
- Grammatik der altbaktrischen Sprache (Leipzig, 1867)
- Chrestomathia persica (Leipzig, 1845)
- Grammatik der Pârsisprache (Leipzig, 1851)
- Einleitung in die traditionellen Schriften der Parsen (Leipzig, 1856-1860, 2 vols.)
- Die altpersischen Keilinschriften im Grundtext, mit Übersetzung, Grammatik und Glossar (Leipzig, 1862, 2nd éd. 1881) [lire en ligne (page consultée le 1 septembre 2024)]
- Erân, das Land zwischen dem Indus und Tigris (Berlin, 1863)
- Arische Studien (Leipzig, 1873)
- Erânischen Altertumskunde (Leipzig, 1871-1878, 3 vols.)
- Vergleichende Grammatik der alterânischen Sprachen (Leipzig, 1882)
- Die arische Periode und ihre Zustände (Leipzig, 1887)